# Léon Nagant
Henri Léon Nagant (Luik, 2 september 1833 – aldaar, 23 februari 1900) was een Belgisch ontwerper en fabrikant van wapens en auto's.
In 1859 richtte hij samen met zijn broer Émile het bedrijf Nagant Frères op in Luik, waaruit de wereldberoemde wapenfabriek Fabrique d'Armes Em. & L. Nagant groeide. Léon hield zich vooral bezig met de ontwikkeling van revolvers en met de verkoop. Émile werd geleidelijk blind en moest in 1896 stoppen. Léon maakte een doorstart onder de naam Fabrique d'Armes Léon Nagant en begon onder invloed van zijn zonen Charles (1863-1932) en Maurice (1865-1932) met de productie van auto's.
Na het overlijden van Léon Nagant namen zijn zonen de leiding van het bedrijf over.

## Voetnoten
1. ↑  Paul S. Scarlata, "Though simple and solid, the M1895 Nagant revolver was obsolete when Russia adopted it" in: Military History, 2005, nr. 3